# Ferteco Mineração
A Ferteco Mineração S.A. foi uma empresa brasileira do ramo de mineração. De capital germânico, foi considerada uma das maiores mineradoras do estado de Minas Gerais.

## História
Em 1810, o Barão von Eschwege, inspetor-chefe de minas do Rei de Portugal, chegou ao Brasil e projetou e construiu em Ouro Preto (MG) uma fundição na Fábrica de Ferro Patriótica, ou do Ribeirão da Prata, que operava forjas de tipo catalão de 1812 a 1821.
Em 1910, a área foi explorada pelo grupo alemão Erzstudiengesellschaft. 
Em 1913, foi fundada uma nova empresa, a Brasilianische Bergwerks - und Huttengesellschaft – BBHG por siderúrgicas alemãs. 
Em 1923, foi transformada na Companhia Brasileira de Mineração e Metalurgia, que teve seu nome alterado para Companhia de Mineração de Ferro e Carvão (F&C), no ano seguinte. Em 1924, a empresa adquiriu a Cia. de Mineração Serra Moeda (MSM, fundada em 1913), que detinha concessões de minério de ferro.
Em 1931, a companhia foi transferida para o Konsortium Brasiliana.
Entre 1937 e 1941, ocorreu o desenvolvimento da mina.
Em 1952, o Konsortium Brasiliana foi adquirido por um grupo formado por Thyssen (52,7%), Hoescht (37,5%), Krupp (5%) e Rheinstahl (5%). 
Em 1953, foi feito o primeiro embarque da mina Fabrica para a Alemanha. 
A primeira produção na mina do Córrego do Feijão ocorreu em 1963. Em 1971, foi iniciado o desenvolvimento da jazida João Pereira.
Em 1973, a Companhia de Mineração de Ferro e Carvão passou a se chamar Ferteco.
Em 1976, a empresa construiu a Barragem da Mina Córrego do Feijão, em Brumadinho.
Em 1997, a Ferteco participou da privatização da RFFSA, contribuindo com 200 milhões de dólares para a compra da MRS (Malha Sudeste).
Em 1998, foi proposto o desenvolvimento de uma nova mina, Água Limpa.
Em 2001, a empresa foi comprada pela Vale S.A, por US$ 700 milhões, incorporando a Ferteco em 2003.
As jazidas de ferro que explorou localizavam-se às margens da rodovia BR-040, entre os municípios de Congonhas e Ouro Preto e também no município de Brumadinho, sendo esses minerais, em sua maior parte, destinados à exportação.
A empresa, ao lado de outras como a Açominas e a CSN foi um dos maiores empregadores de Congonhas.